# Villers-sur-Authie
Villers-sur-Authie – miejscowość i gmina we Francji, w regionie Hauts-de-France, w departamencie Somma.
Według danych na rok 2011 gminę zamieszkiwało 421 osób, a gęstość zaludnienia wynosiła 35 osób/km² (wśród 2293 gmin Pikardii Villers-sur-Authie plasuje się na 647. miejscu pod względem liczby ludności, natomiast pod względem powierzchni na miejscu 316.).